# اچ‌ام‌اس بیگل (ابهام‌زدایی)
اچ‌ام‌اس بیگل ممکن است به یکی از موارد زیر اشاره داشته باشد:
- اچ‌ام‌اس بیگل (اچ۳۰)
- اچ‌ام‌اس بیگل (ای۳۱۹)
- اچ‌ام‌اس بیگل (۱۸۰۴)
- اچ‌ام‌اس بیگل (۱۸۵۴)
- اچ‌ام‌اس بیگل (۱۸۷۲)